# SECAM
 Der er for få eller ingen kildehenvisninger i denne artikel, hvilket er et problem. Du kan hjælpe ved at angive troværdige kilder til de påstande, som fremføres i artiklen.

SECAM er en forkortelse for: Sequential Couleur à Mémoire – et fransk farve TV-system.
Det er en farve tv-standard for tv og video, som bl.a. bruges i Frankrig og deres tidligere besiddelser i Nordafrika og i Rusland.
Kampen mellem PAL og SECAM var mere politisk end teknisk.
Dvd-skiver, derimod, er ikke underlagt denne problematik, idet der ikke findes en digital standard for SECAM (SECAM eller PAL har kun relevans for det analoge signal, som sendes ud af afspilleren efter den har læst de digitale data på dvd'en).
Andre Farve TV Systemer er NTSC og PAL.